# Aero L-39 Albatros
O Aero L-39 Albatros é um avião de treinamento avançado desenvolvido pela antiga Checoslováquia durante a década de 1960.
Até a presente data, mais de 2 800 L-39s foram construídos para mais de trinta países pelo mundo. O Albatros é o jato de combate mais usado atualmente. Além de servir como aeronave para treinamento, ele também é usado em missões de combate leve. Atipicamente, ele nunca recebeu uma designação oficial da OTAN.
|  |